# Dianne van Giersbergen
Dianne van Giersbergen (* 3. června 1985 Liempde, Severní Brabantsko) je nizozemská zpěvačka a hudební skladatelka. Je známá jako zakladatelka nizozemské progresivně metalové skupiny Ex Libris a jako zpěvačka německé symfonicky metalové skupiny Xandria, ze které v září 2017 odešla kvůli zdravotním problémům způsobeným hraním a také kvůli celkové nespokojenosti s organizací v této skupině.
Podobnost s jménem nizozemské zpěvačky Anneke van Giersbergen je pouze náhodná.